# Микели
Микели (фин. Mikkeli, швед. Sankt Michel) је град у Финској, у источном делу државе. Микели је управно седиште округа Јужна Савонија, где град са окружењем чини истоимену општину Микели.

## Географија
Град Микели се налази у источном делу Финске. Од главног града државе, Хелсинкија, град је удаљен 230 км североисточно.
Рељеф: Микели се сместио у унутрашњости Скандинавије, у историјској области Савонија. Подручје града је равничарско до брежуљкасто, а надморска висина се креће око 100 м.
Клима у Микелију је оштра континентална на прелазу ка субполарној клими. Стога су зиме оштре и дуге, а лета свежа.
Воде: Микели се развио на крају једног од многобројних залива великог финског језера Сајме. Поред града се налази и хидроелектрана.

## Историја
Први спомен насеља на овом месту везан је за годину 1323, када је дато подручје са црквом прешло из заштите Новгородске кнежевине на Шведску. Дато насеље у 16. веку добија данашњи назив, по Арханђелу Михаилу.
Данашњи град је основан 1838. године указом руског цара Николе.
Током Другог светског рата у Микелију је био смештен фински генералштаб.
Последњих пар деценија град се брзо развио у савремено градско насеље и средиште источног дела државе.

## Становништво
Према процени из 2012. године у Микелију је живело 35.967 становника, док је број становника општине био 48.970.
| 1980. | 1990.  | 2000.  | 2012.  |
| ----- | ------ | ------ | ------ |
| -     | 34.070 | 35.793 | 35.967 |

Етнички и језички састав: Микели је одувек био претежно насељен Финцима. Последњих деценија, са јачањем усељавања у Финску, становништво града је постало шароликије. По последњим подацима преовлађују Финци (97,7%), присутни су и у веома малом броју Швеђани (0,15%), док су остало усељеници. Од новијих усељеника посебно су бројни Руси.

## Галерија
- Главни трг Микелија
- Градска кућа Микелија
- Главна протестантска црква у граду
- Православна црква у граду